# Iconha (kommun)
Iconha är en kommun i Brasilien.   Den ligger i delstaten Espírito Santo, i den sydöstra delen av landet, 900 km sydost om huvudstaden Brasília. Antalet invånare är 12 514. Arean är 202 kvadratkilometer.
Terrängen i Iconha är lite bergig.
Följande samhällen finns i Iconha:
- Iconha

Omgivningarna runt Iconha är huvudsakligen savann. Runt Iconha är det ganska tätbefolkat, med 72 invånare per kvadratkilometer.